# Юиты
Юиты; сибирские эскимосы; сибирские юпики; азиатские эскимосы (наукан. йупигыт, англ. Yupiks) — этническая группа юпиков, населяющая прибрежные районы Чукотского полуострова. Они говорят на юитских языках, входящих в юпикскую группу.
Название «юиты» было официально присвоено сибирским (азиатским) эскимосам в 1931 году в рамках кампании по поддержке малых народов Севера. В том же районе проживали сиреникские эскимосы, однако их вымерший язык был взаимонепонятен с юитскими языками и, скорее всего, представлял третью группу в составе эскимосской ветви эскимосо-алеутской семьи языков.

## Образ жизни
Жилищем чаплинским юитам служил круглый дом, обычно называемый «ярангой» по аналогии с чукотским домом, однако на местном наречии такое жилище называется эским. мыӈтыӷаӄ [məŋtˈtəʁaq]. Внутри него находилось утеплённое оленьими шкурами и травой помещение для сна, [aːɣra]. В более холодной части яранги производились все работы, здесь же хранили утварь и инструменты. Холодное помещение называлось [naˈtək]. Другие типа жилья — летнее [pəˈɬʲuk] и модернизированное [aːwχtaq].
Юиты острова Святого Лаврентия, живущие в деревнях Савунга и Гамбелл, широко известны искусством резьбы по слоновой и моржовой кости, а также китовому усу.
У многих эскимосов имелись шаманы-посредники между миром духов и миром людей. Общеэскимосской культуры не существует, несмотря на некоторые сходства, и шаманизм также существовал в разных вариантах. У юитов также были шаманы, причём основной акцент был на хороших отношениях с морскими животными. У унгазигмиитов (крупнейшая группа юитов) существовали [aˈliɣnalʁi], получавшие подарки за шаманство и лечение (подарки называли [aˈkiliːɕaq]). Небо считали твёрдым, а звёзды — пробивавшимся в отверстия в небе светом.
Аналогично нескольким другим эскимосским народам, юиты верили, что новорождённый — это реинкарнация умершего, и перед рождением ребёнка тщательно анализировали сны и происходящие события. Физические характеристики уже рождённого младенца сравнивали с умершим. Если ребёнок умирал, то считалось, что ему неправильно подобрали имя, а при болезни ему могли дать другое имя, так как юиты верили в то, что новое имя может помочь выздороветь.
Для защиты юиты пользовались амулетами. Например, голова ворона, подвешенная у входа в дом, должна была защитить семью, вырезанные из камня фигурки моржовых и собачьих голов носили как личные защитные амулеты, а охотничьи талисманы либо носили на себе, либо приделывали к чему-либо. Изображения косаток на оружии моряков-охотников в представлении юитов помогали удачной охоте.

## Представления о животных
Считалось, что морская добыча может вернуться в море, поэтому охотники не ломали ей кости, разделяя их в суставах.
Юиты почитали косатку, волка, ворона, паука, кита. В сказках паук спасает жизнь девочке, что перекликается с мифами сиреникских эскимосов о пауке, поднимающем людей на небо в паутине, чтобы спасти их от беды.
В сказках и мифах говорится о том, что волк и косатка считались одним животным: волк мог превращаться в косаток и наоборот. Зимой это животное было волком, а летом — косаткой. Косатка, как считалось, помогает охотникам в море, и лодка изображала это млекопитающее, а деревянные фигурки косатки охотники носили на поясе. Косаткам делали небольшие жертвоприношения, к примеру, высыпая в воду табак, чтобы они помогли охоте на моржа. Считается, что косатка помогает охотникам даже в виде волка, заставляя оленей позволить охотникам себя убить.
С китовой охотой было связано представление о том, что кита может убить только избранный духом кита человек. Охотник должен был задобрить жертву, относиться к ней как к гостю. Как вежливый хозяин не оставляет гостя одного, так и кита не следует оставлять; нельзя причинять ему боль и позволять грустить. Кита следовало развлечь музыкой и угостить. В следующую (осеннюю или весеннюю) миграцию тело кита отправляли обратно в море, сопровождая это ритуальными действиями. Если кит был «доволен», то он «возвращался» позже.

## Генетика
У сибирских эскимосов, также как и у канадских, и у гренландских инуитов, были обнаружены митохондриальные гаплогруппы A2a, A2b, D4b1a2a1. Кроме того, среди сиреникских эскимосов обнаружена гаплогруппа D2a, которая найдена у представителей палеоэскимосских культур Канады и Гренландии (саккак и дорсет). Основной Y-гаплогруппой юитов является N-B202, как у половины чукчей. Общий предок двух протестированных юитов жил примерно 2500 лет назад. У сибирских эскимосов, тунгусоязычных эвенов и чукчей с низкой частотой присутствует, специфический для индейцев субклад Q1b1a1a-M3 (ранее Q1a3a-M3) Y-хромосомной макрогаплогруппы Q.

### Англоязычная
- Burch, Ernest S. (junior); Forman, Werner. The Eskimos (неопр.). — Norman, Oklahoma 73018, USA: University of Oklahoma Press, 1988. — ISBN 0-8061-2126-2.
- Campbell, Lyle. (1997). American Indian languages: The historical linguistics of Native America. New York: Oxford University Press. ISBN 0-19-509427-1.
- Menovščikov, G. A. (= Г. А. Меновщиков). Popular Conceptions, Religious Beliefs and Rites of the Asiatic Eskimoes // Popular beliefs and folklore tradition in Siberia (англ.) / Diószegi, Vilmos. — Budapest: Akadémiai Kiadó[англ.], 1968.
- Menovshchikov, Georgy (= Г. А. Меновщиков). Contemporary Studies of the Eskimo–Aleut Languages and Dialects: A Progress Report // Arctic Languages. An Awakening (неопр.) / Dirmid R. F. Collis. — Vendôme: UNESCO, 1990. — С. 69—76. — ISBN 92-3-102661-5.
- de Reuse, Willem J. (1994). Siberian Yupik Eskimo: The language and its contacts with Chukchi. Studies in indigenous languages of the Americas. Salt Lake City: University of Utah Press. ISBN 0-87480-397-7.

### Русскоязычная
- Меновщиков, Г. А. Грамматиκа языка азиатских эскимосов. Часть первая. — Москва • Ленинград,: Академия Наук СССР. Институт языкознания, 1962. The transliteration of author’s name, and the rendering of title in English: Menovshchikov, G. A. Grammar of the language of Asian Eskimos. Vol. I (англ.). — Moscow • Leningrad: Российская академия наук, 1962.
- Меновщиков, Г. А. Язык сиреникских эскимосов. Фонетика, очерк морфологии, тексты и словарь. — Москва • Ленинград,: Академия Наук СССР. Институт языкознания, 1964. The transliteration of author’s name, and the rendering of title in English: Menovshchikov, G. A. Language of Sireniki Eskimos. Phonetics, morphology, texts and vocabulary (англ.). — Moscow • Leningrad: Академия наук СССР, 1964.
- Рубцова, Е. С. Материалы по языку и фольклору эскимосов (чаплинский диалект). — Москва • Ленинград: Академия Наук СССР, 1954. The transliteration of author’s name, and the rendering of title in English: Rubcova, E. S. Materials on the Language and Folklore of the Eskimoes, Vol. I, Chaplino Dialect (англ.). — Moscow • Leningrad: Академия наук СССР, 1954.